# ترس مكافحة الشغب

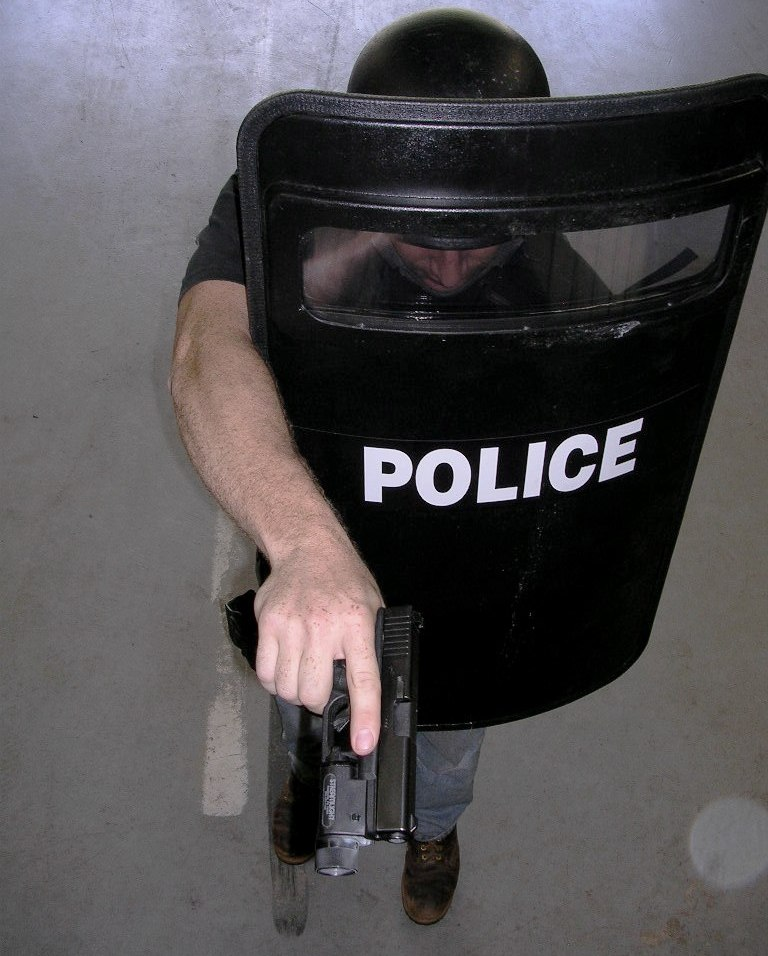
ترس مكافحة الشغب

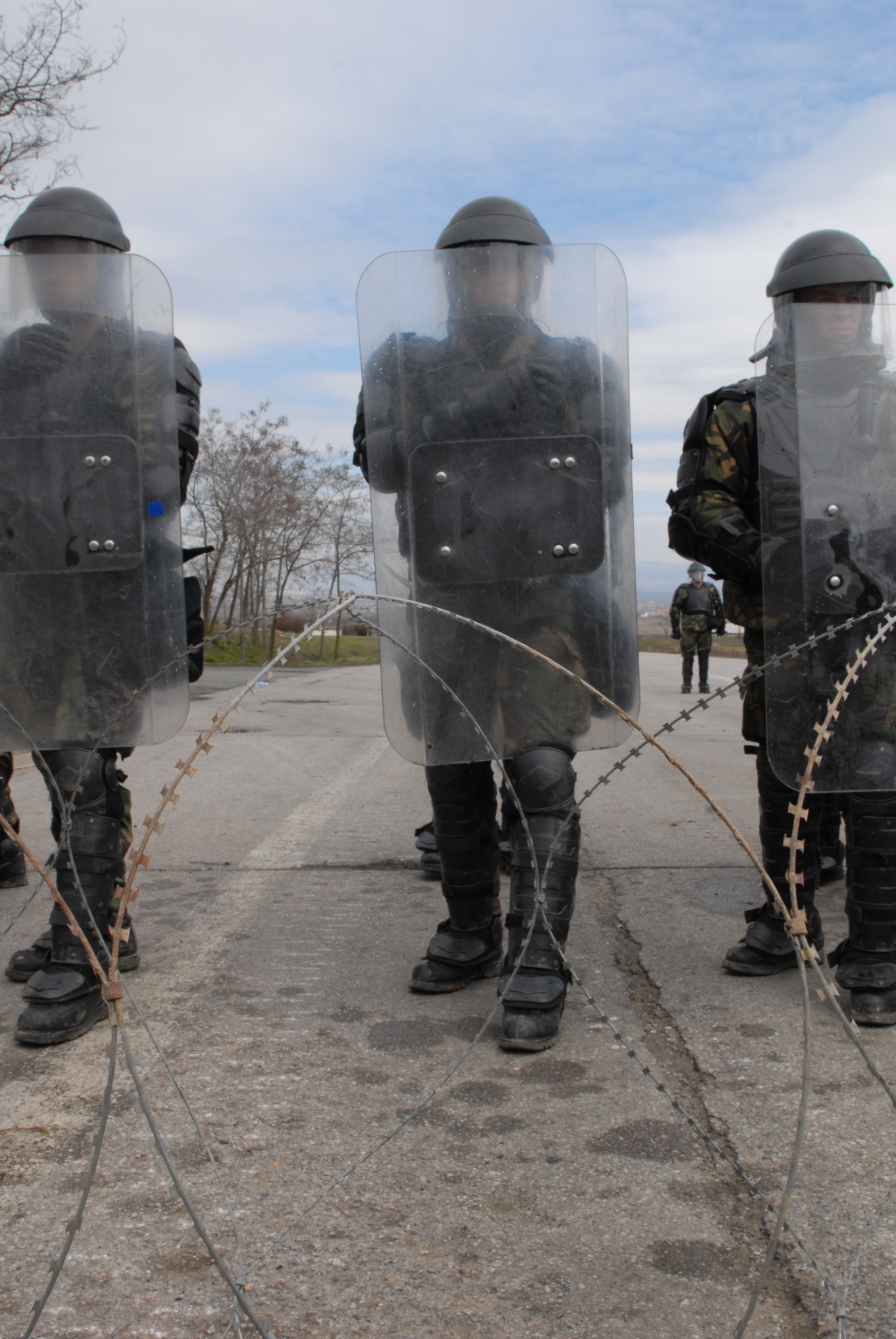
ترس مكافحة الشغب

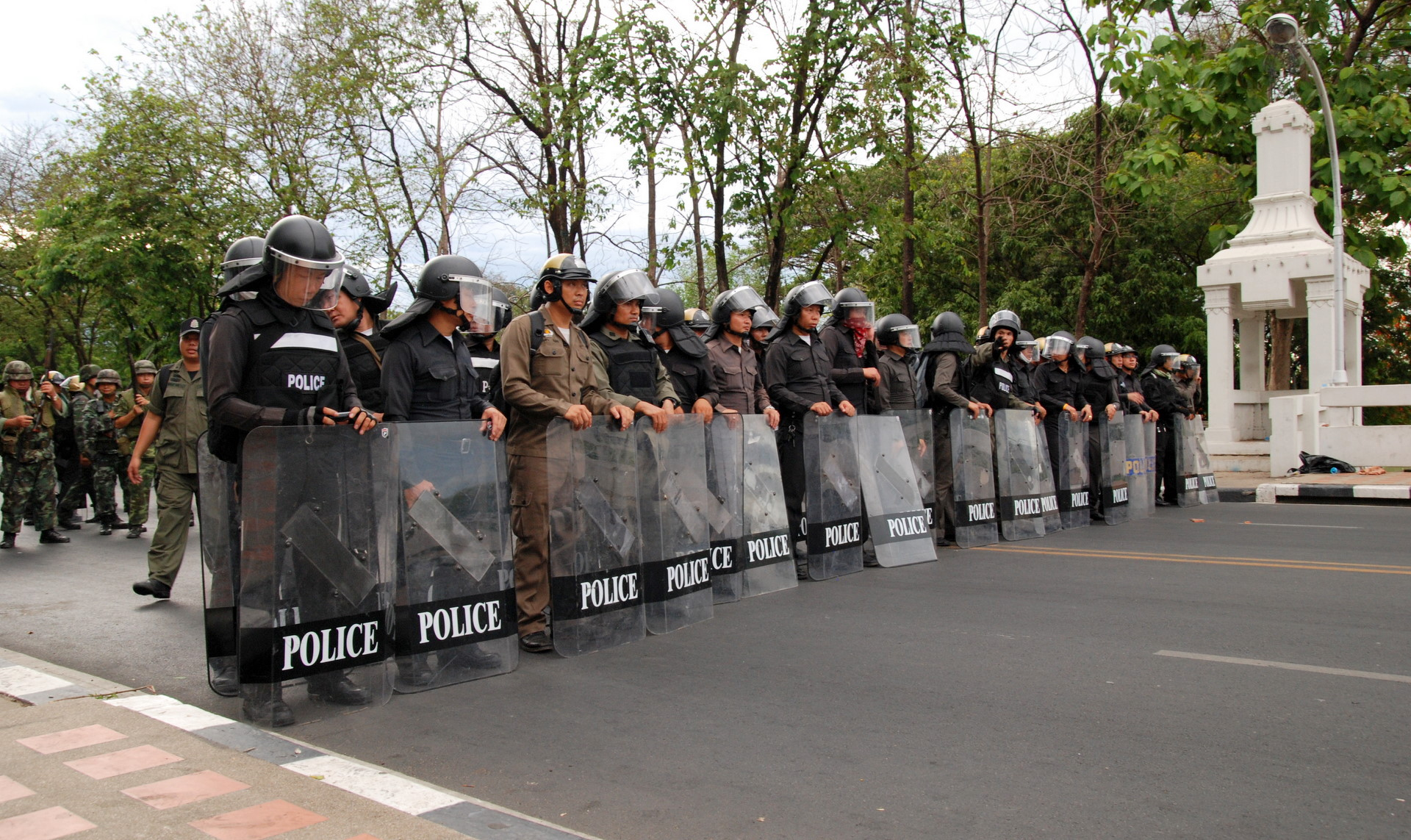
حاجز للشرطة بترس مكافحة الشغب

ترس مكافحة الشغب، يُعرف باسمه الشائع درع مكافحة الشغب، هو ترس تستعمله الشرطة والقوات الخاصة في حالات الإحتجاجات العنيفة وأعمال الشغب.
يصنع ترس مكافحة الشغب أساسا من البوليكاربونات حيث تكون طويلة لتحمي الشرطي من رأسه إلى ركبته.
يستعمل ترس مكافحة الشغب في كل الدول تقريبا، و يصنع من قبل مؤسسات عديدة.
مهمة ترس مكافحة الشغب أساسا هو حماية الشرطي من كل القذائف بأنواعها التي ترمى من قبل المحتجين.

و يمكن للشرطة باستعمال الأتراس تكوين حاجز أمام المحتجين بتصفيفها بجانب بعضها.

## في الحياة العامة و الثقافة الشعبية
يستعمل ترس مكافحة الشغب عادة في الأفلام وألعاب الفيديو.

يستعملون بشكل كبير في ألعاب الفيديو هذه: كول أوف ديوتي: مودرن وورفير 2، كول أوف ديوتي: مودرن وورفير 3، أنشارتد 2: أمونغ ثيفز، أنشارتد 3: دريكز ديسبشن، توم كلانسيز رانبو سيكس: فيغاس 2 وإيربان شاوس: ريوت ريسبونس.

## صور

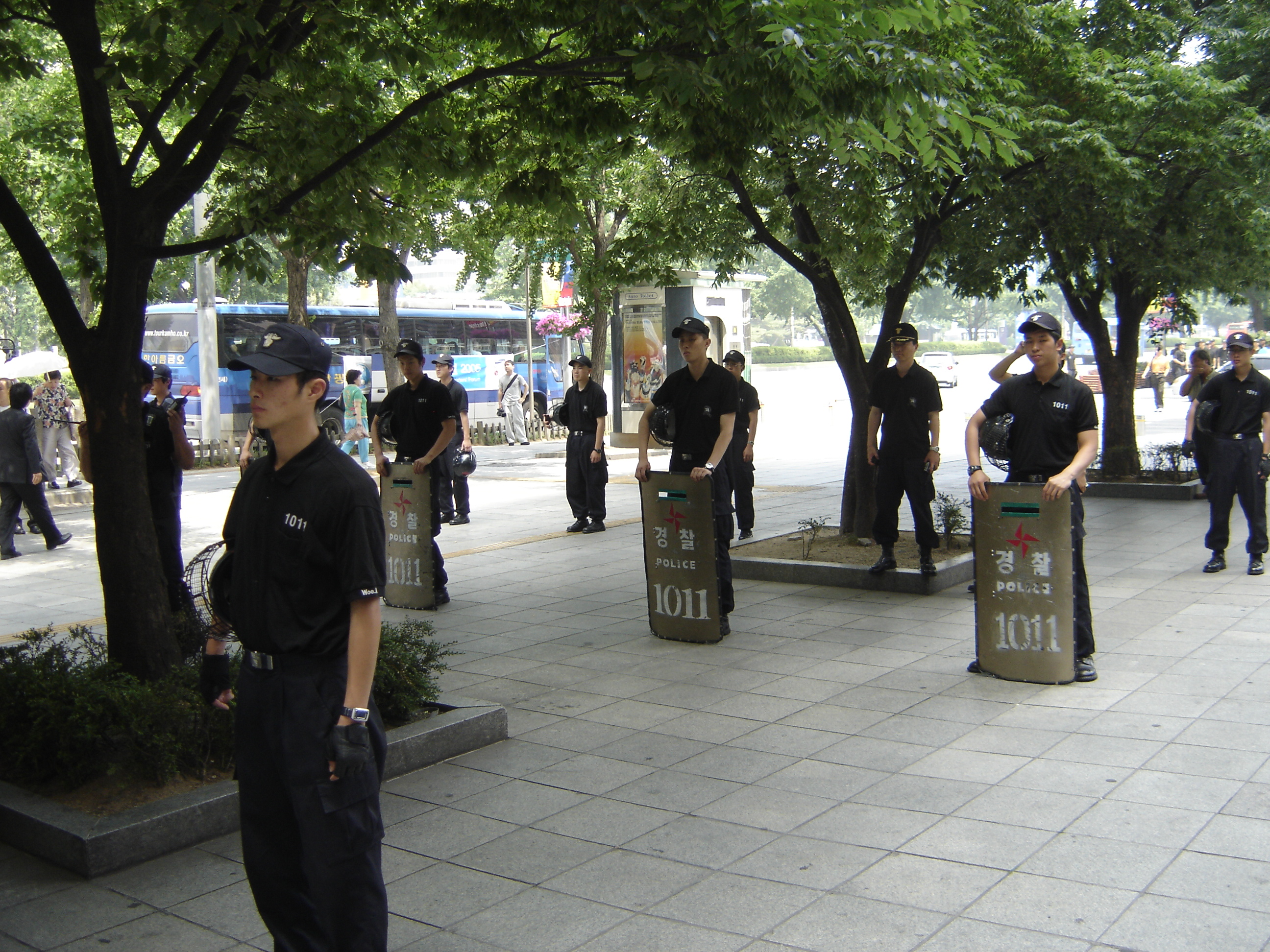
شرطة كورية جنوبية أتراس مكافحة الشغب في إحتجاجات واقعة في سيول.
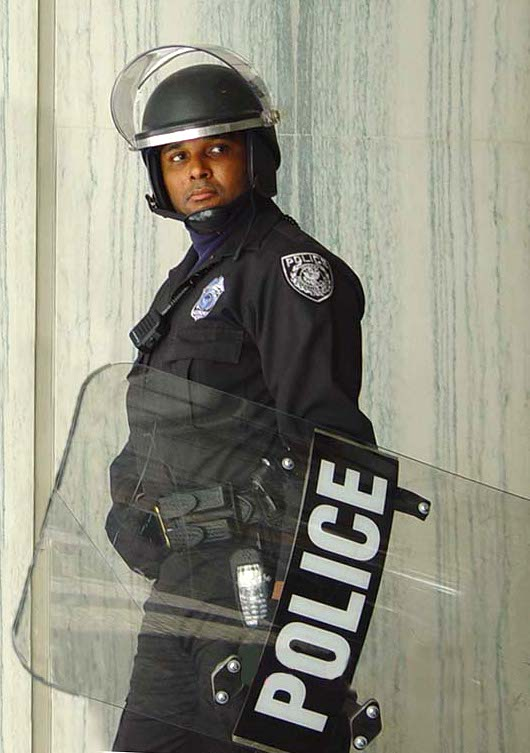
شرطي أمريكي يحمل ترس مكافحة الشغب.
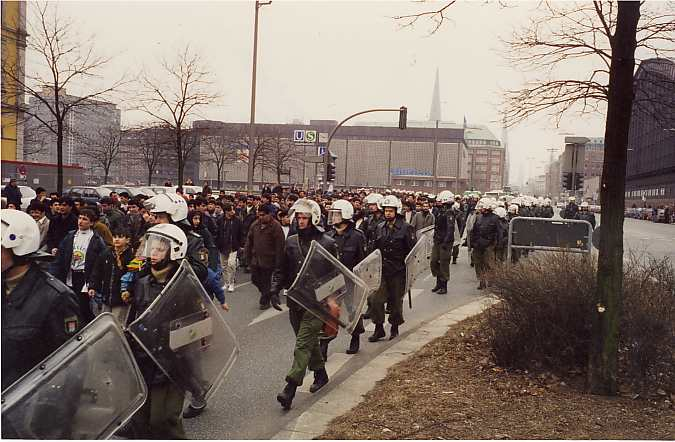
شرطة ألمانية تحمل أتراس مكافحة الشغب في هامبورغ.
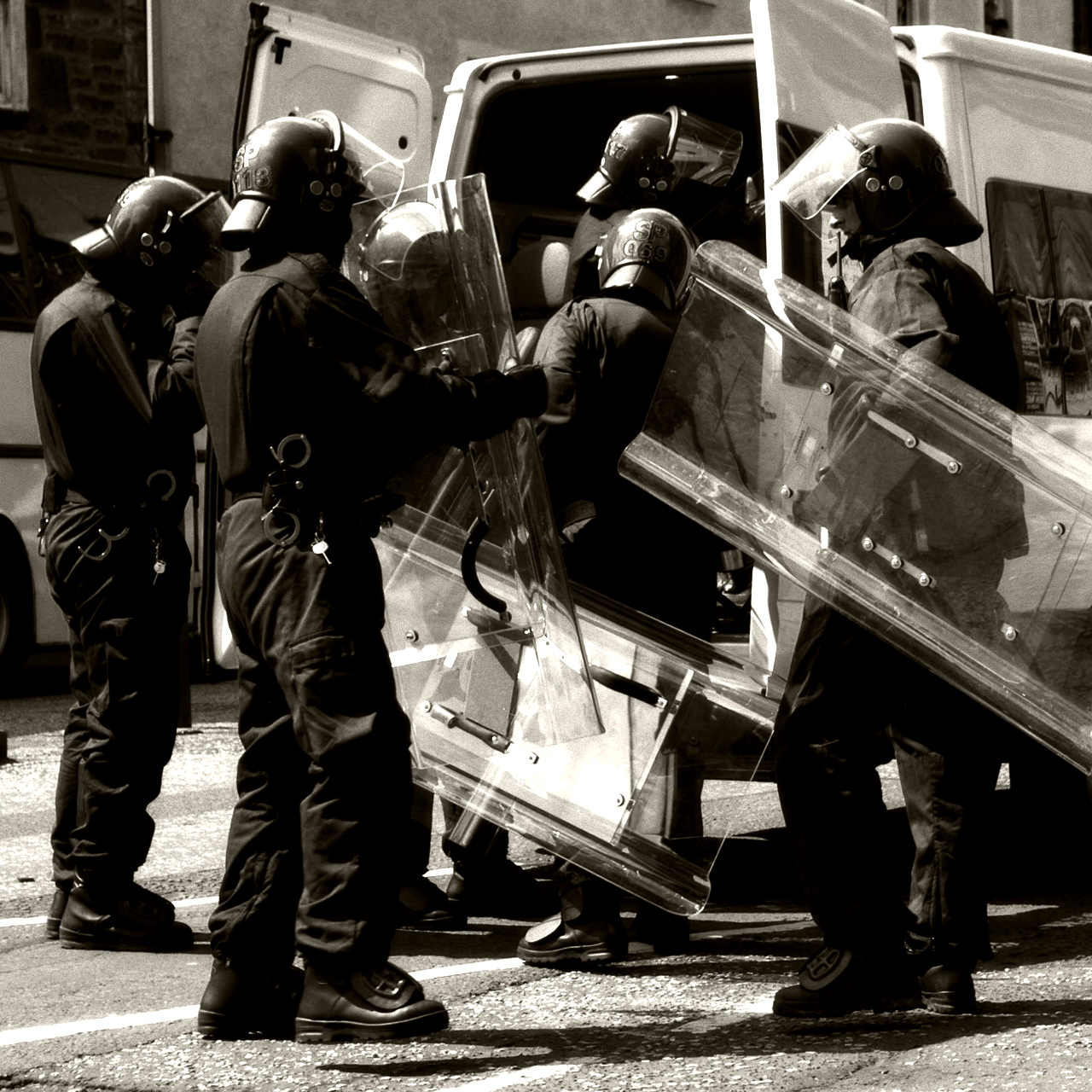
شرطة بريطانية تحمل أتراس مكافحة الشغب.
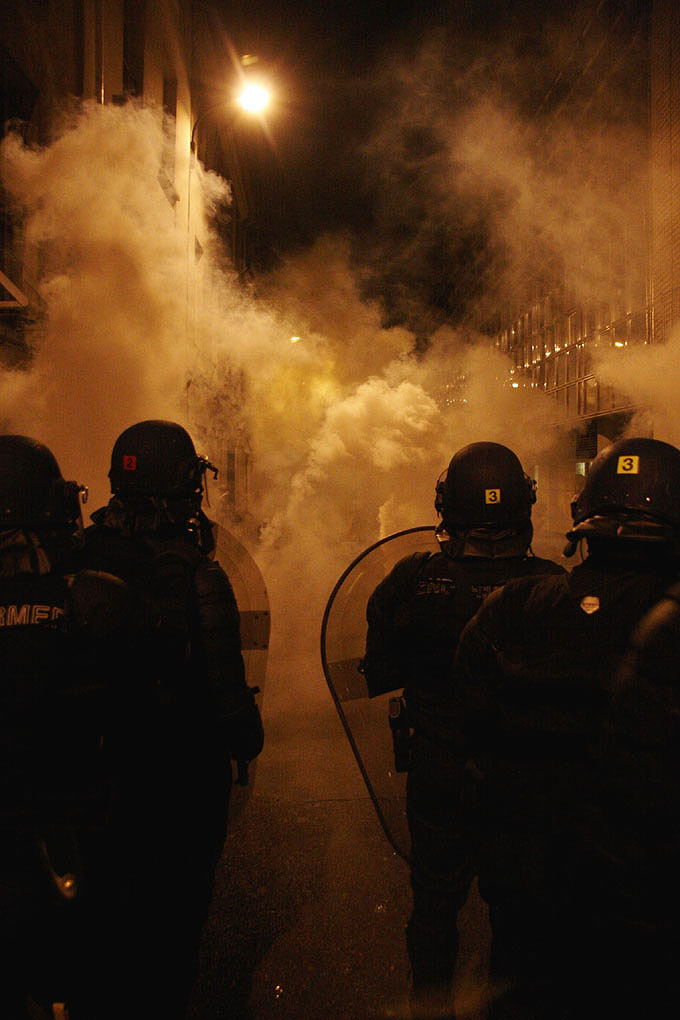
شرطة فرنسية تحمل أتراس مكافحة الشغب في باريس سنة 2007.

### مقالات ذات صلة
- مكافحة الشغب
- عصا غليظة
- غاز مسيل للدموع
- مدفع مائي